# Грузинская музыка
Грузинская музыка — музыка Грузии и грузин. Характерная особенность грузинского многоголосия — особая вокальная техника и использование близких друг к другу нот. Большинство песен в Грузии исполняется на три—четыре голоса. В 2001 году ЮНЕСКО признало грузинскую песню шедевром устного нематериального наследия.

## Народная музыка
Изначально грузинское пение развивалось как народное, но после принятия христианства стало широко использоваться в религиозном контексте. Исторически музыкой в Грузии занимались исключительно мужчины.
В песенном искусстве Грузии встречается и полифония, и монофония, причём формы полифонии отличаются в разных регионах: в песнях Кахетии есть бурдон, в Гурии все голоса работают индивидуально, а в Сванетии — комплексно. Всего существует около 15 видов грузинский полифонии: тушинский, хевсурский, мтиульский, картлийский, кахетинский, рачинский, пшавский, мохевский, лечхумский, сванский, мегрельский, имеретинский, гурийский, аджарский, лазский.

## Академическая музыка
Высшее музыкальное образовательное учреждение Грузии — Тбилисская консерватория. Из стен этого заведения вышли композиторы Гия Канчели, Вано Мурадели, Отар Тактакишвили, Татаркан Кокойты, Микаэл Таривердиев, Дудар Хаханов, Феликс Алборов, дирижеры Самуил Самосуд и Одиссей Димитриади, вокалисты Медея Амиранашвили, Нани Брегвадзе, Тамара Гвердцители.
Также в Грузии есть свой симфонический оркестр и многочисленные ансамбли народных песен и танцев, к примеру, «Эрисиони» и «Рустави».